# Joystiq
Joystiq è stato un blog sui videogiochi fondato nel giugno 2004. Uno dei siti più popolari del gruppo di weblog di Weblogs, Inc. (WIN), è stato il fulcro della rete di blog sui videogiochi di WIN, che comprende anche blog che si occupano specificamente del popolare MMORPG World of Warcraft.
Nonostante Joystiq sia stato nominato per diversi premi nella categoria dei blog con argomento tecnologia, è sempre stato messo in ombra dai blog che rappresentano una gamma molto più ampia della tecnologia, come Slashdot, Gizmodo ed Engadget. Tuttavia Joystiq è stato incluso in numerose liste di blog particolarmente popolari, compresa "Best of the Web" ("Il meglio del web") stilata da Forbes.
Il blog ha ufficialmente cessato la sua attività il 3 febbraio 2015 ed è stato assorbito da Engadget.